# 道奇縣 (明尼蘇達州)
道奇縣（英語：Dodge County）是美國明尼蘇達州東南部的一個縣。面積1,139平方公里。根據美國2000年人口普查，共有人口19,355人。縣治曼托維爾 (Mantorville)。
成立於1855年2月22日，以紀念代表州長亨利·道奇 (Henry Dodge)及其子奧古斯都·凱撒·道奇 (Augustus Caesar Dodge)。